# Bandas de Swan

Espectro de la llama azul de un soplete de butano, que muestra la emisión de banda de un radical molecular excitado y sus Bandas de Swan.

Las Bandas de Swan son una característica del espectro de estrellas de carbono, cometas y combustibles de hidrocarburos ardientes. Toman su nombre del físico escocés William Swan, quien estudió por primera vez el análisis espectral del radical del carbono C2 en 1856.
Las bandas de Swan consisten en varias secuencias de bandas vibracionales disperas a través del espectro visible.